# یواس‌اس کوی وایو (اس‌پی-۱۰۰۴)
یواس‌اس کوی وایو (اس‌پی-۱۰۰۴) (به انگلیسی: USS Qui Vive (SP-1004)) یک کشتی بود که طول آن ۴۵ فوت (۱۴ متر) بود. این کشتی  در سال ۱۹۱۶ ساخته شد.